# Habura
Habura (bis 1927 slowakisch auch „Haburie“; russinisch Габура/Habura; ungarisch Laborcfő – bis 1907 Habura) ist eine Gemeinde im äußersten Osten der Slowakei mit 450 Einwohnern (Stand 31. Dezember 2024) und gehört zum Okres Medzilaborce, einem Kreis des Prešovský kraj.

## Geographie

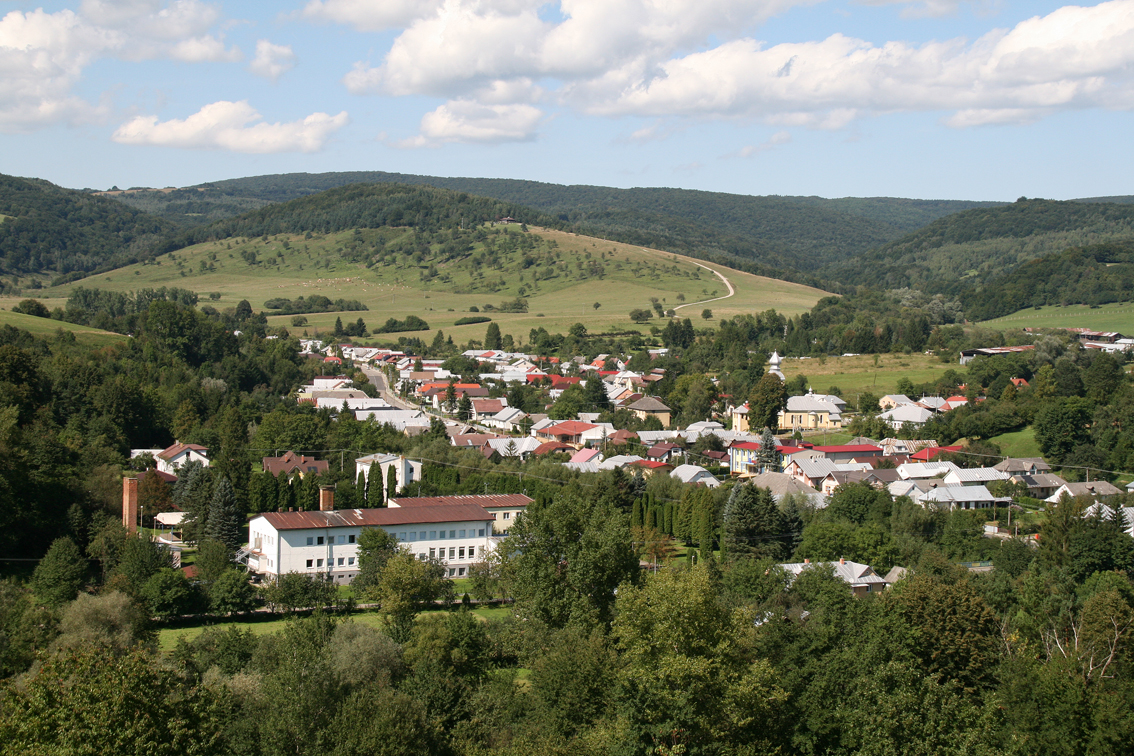
Blick auf Habura

Die Gemeinde befindet sich in den Niederen Beskiden nahe der Grenze zu Polen, am Oberlauf des Laborec. Im Dorf selbst münden die Bäche Habura und Sližov in den Fluss. Das Ortszentrum liegt auf einer Höhe von 387 m n.m. und ist sieben Kilometer von Medzilaborce entfernt.
Nachbargemeinden sind Jaśliska und Komańcza (beide in Polen) im Norden, Kalinov im Osten, Medzilaborce im Süden, Miková im Südwesten, Vladiča im Westen und Čertižné im Nordwesten.

## Geschichte

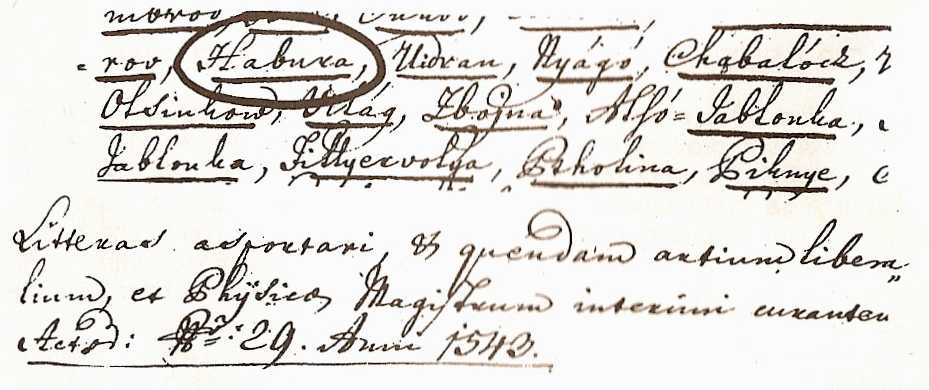
Erste schriftliche Erwähnung

Habura entstand in der zweiten Hälfte des 15. Jahrhunderts nach deutschem Recht und wurde zum ersten Mal 1543 als Habura schriftlich erwähnt. Damals war das Dorf Teil des Drugeth'schen Herrschaftsgebiets von Humenné und hatte 1556 nach einem Steuerverzeichnis acht Porta. Durch Ständeaufstände des 17. und frühen 18. Jahrhunderts sind so viele Einwohner weggelaufen, dass es 1720 noch 26 verlassene Höfe gab. Im 18. Jahrhundert war das Dorf Besitz des Geschlechts Csáky, im 19. Jahrhundert war es Teil des Landguts von Adolf Dobrjanský. 1828 zählte man 126 Häuser und 945 Einwohner, die als Fuhrmänner, Köhler und Viehhalter beschäftigt waren, dazu gab es einen Steinbruch. Im Ersten Weltkrieg wickelten sich Gefechte im Gemeindegebiet ab, wovon heute zwei Soldatenfriedhöfe zeugen.
Bis 1918 gehörte der im Komitat Semplin gelegene Ort zum Königreich Ungarn und kam danach zur Tschechoslowakei beziehungsweise heute Slowakei. In der ersten tschechoslowakischen Republik waren die Einwohner als Förster, Landwirte und Angestellte in umliegenden Betrieben beschäftigt. Am 13. und 14. März 1935 war Habura zusammen mit Nachbarorten Čertižné und Borov Standort eines Aufstandes gegen versuchte Pfändungen, wobei insgesamt 29 Einwohner von Habura festgenommen wurden.

## Bevölkerung
| Jahr                | 1994 | 2004    | 2014    | 2024     |
| ------------------- | ---- | ------- | ------- | -------- |
| Anzahl der Personen | 531  | 483     | 513     | 450      |
| Unterschied         |      | −9,03 % | +6,21 % | −12,28 % |

| Jahr                | 2023 | 2024    |
| ------------------- | ---- | ------- |
| Anzahl der Personen | 462  | 450     |
| Unterschied         |      | −2,59 % |

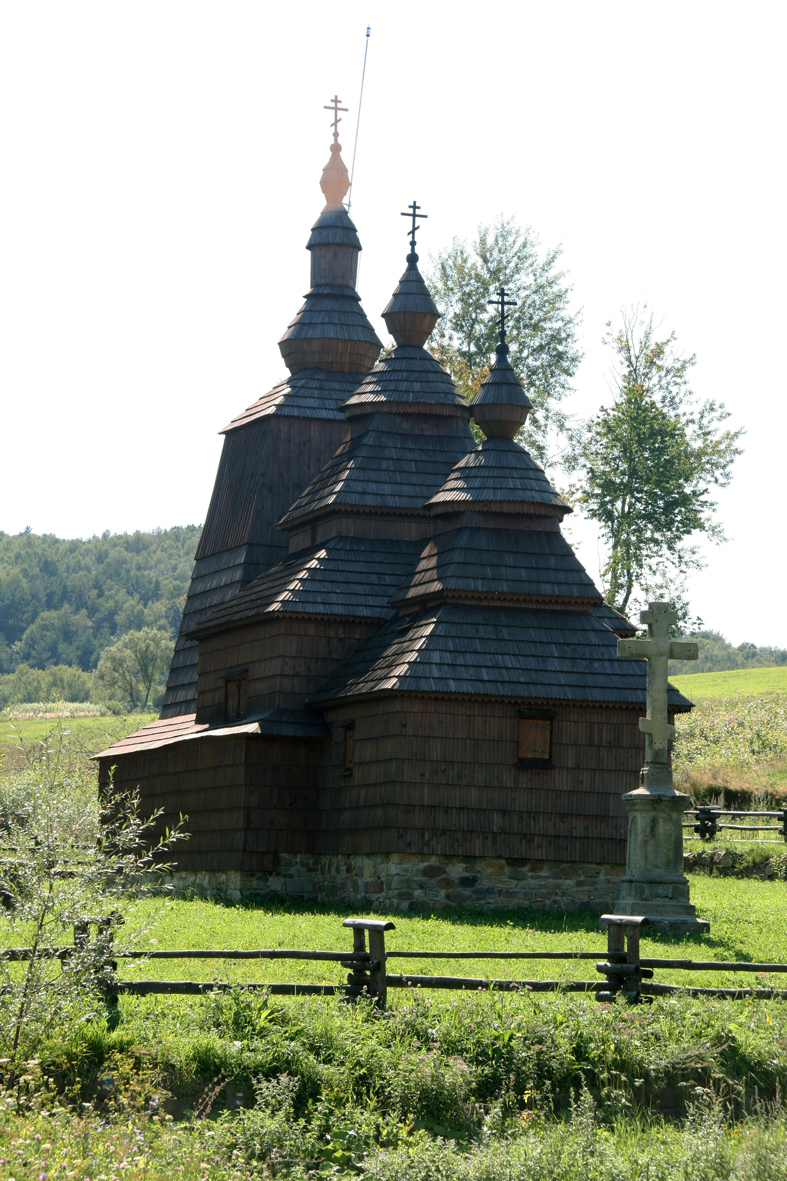
2011 erbaute Kopie der alten Holzkirche

Gemäß der Volkszählung 2011 wohnten in Habura 471 Einwohner, davon 316 Russinen, 110 Slowaken, 23 Ukrainer, vier Tschechen sowie jeweils ein Pole und Russe. Zwei Einwohner gaben eine andere Ethnie an und 14 Einwohner machten keine Angabe zur Ethnie.
371 Einwohner bekannten sich zur griechisch-katholischen Kirche, jeweils 25 Einwohner zu den Zeugen Jehovas und zur römisch-katholischen Kirche, 19 Einwohner zur orthodoxen Kirche und ein Einwohner zur Evangelischen Kirche A. B.; ein Einwohner bekannte sich zu einer anderen Konfession. 16 Einwohner waren konfessionslos und bei 13 Einwohnern wurde die Konfession nicht ermittelt.

## Bauwerke und Denkmäler
- griechisch-katholische Kirche im klassizistischen Stil aus dem Jahr 1800
- 2011 erbaute Kopie der alten Holzkirche, die schon vor 1510 im Ort stand, 1759 an den Ort Malá Poľana geschenkt wurde und seit 1935 im tschechischen Hradec Králové steht[5]